# كلايد بيتي
كلايد بيتي (بالإنجليزية: Clyde Beatty)‏ هو لاعب سيرك ‏ وممثل أمريكي، ولد في 10 يونيو 1903 في بينبريج في الولايات المتحدة، وتوفي في 19 يوليو 1965 في Community Memorial Hospital of San Buenaventura ‏ في الولايات المتحدة.

## وصلات خارجية
- كلايد بيتي على موقع IMDb (الإنجليزية)
- كلايد بيتي على موقع الموسوعة البريطانية (الإنجليزية)
- كلايد بيتي على موقع أول موفي (الإنجليزية)
- كلايد بيتي على موقع قاعدة بيانات الفيلم (الإنجليزية)